# Péninsule Schoodic

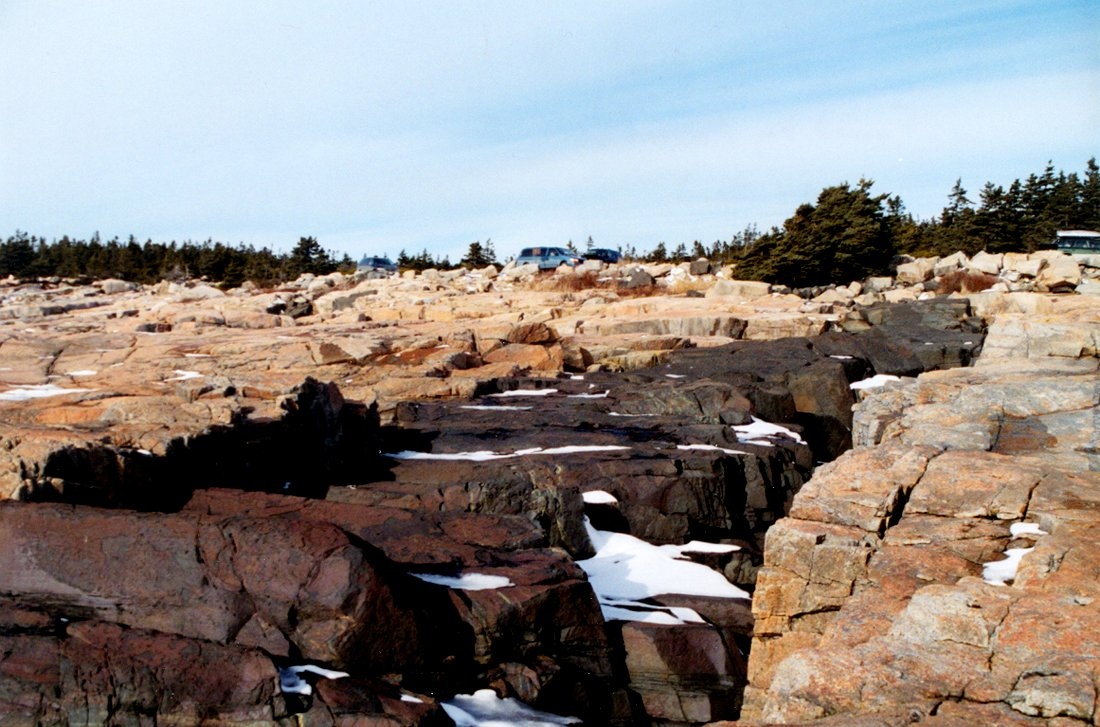
Black dike formé par d'anciennes coulées de lave sur Schoodic Head

La péninsule schoodic est une péninsule dans le Maine oriental. 
Elle est située à quatre miles à vol d'oiseau (6 km) à l’est de Bar Harbor. La péninsule Schoodic fait environ 9 km2, ce qui représente 5 % du parc national d'Acadia. Elle comprend les villes de Gouldsboro et Winter Harbor. La péninsule a un rivage granitique rocheux contenant de nombreuses dykes volcaniques. Elle abrite l’ancienne base de la marine des États-Unis,  NSGA-WH (Naval Security Group Activity, Winter Harbor), qui a été convertie en centre d’entraînement du National Park Service. 

## Source
- (en) Cet article est partiellement ou en totalité issu de l’article de Wikipédia en anglais intitulé « Schoodic Peninsula » (voir la liste des auteurs).